# Nem Te Conto
Nem Te Conto é o álbum de estreia do cantor brasileiro Lucas Lucco. Foi lançado em 17 de dezembro de 2013 pela Damasceno Music.

## Faixas
| N.º            | Título                                | Compositor(es)                             | Duração  |  |
| 1.             | "Plano B"                             | Lucas Lucco                                | 2:42     |  |
| 2.             | "Nem Te Conto"                        | Lana Livia, Roberto Sampaio, Marcos Garcia | 2:39     |  |
| 3.             | "Na Horizontal"                       | Thales Lessa                               | 2:51     |  |
| 4.             | "Pronto Pra Tudo"                     | Thales Lessa                               | 2:40     |  |
| 5.             | "Sai da Minha Vida"                   | Vinicius Stival                            | 2:39     |  |
| 6.             | "Previsões" (Part. Israel & Rodolffo) | Lucas Lucco                                | 3:31     |  |
| 7.             | "Pra Te Fazer Lembrar"                | Lucas Lucco                                | 3:33     |  |
| 8.             | "Sem Querer"                          | Lucas Lucco                                | 3:16     |  |
| 9.             | "Quando Se Arrepender"                | Lucas Lucco                                | 3:47     |  |
| 10.            | "Cupido"                              | Lucas Lucco                                | 2:33     |  |
| 11.            | "Princesinha" (Part. Mr. Catra)       | Lucas Lucco, Sassinhora Jr, Mr. Catra      | 3:19     |  |
| 12.            | "Pac Man"                             | Lucas Lucco, Raynner Sousa                 | 2:16     |  |
| 13.            | "E Daí Se Eu Sofri"                   | Lucas Lucco                                | 2:47     |  |
| 14.            | "Um Pedaço de Mim"                    | Lucas Lucco                                | 3:19     |  |
| 15.            | "Aí Eu Vou (Acústico)"                | Lucas Lucco                                | 3:58     |  |
| Duração total: | Duração total:                        | Duração total:                             | 46min20s |  |